# Tullbergia antarctica
Tullbergia antarctica är en urinsektsart som beskrevs av Lubbock 1876. Tullbergia antarctica ingår i släktet Tullbergia och familjen Tullbergiidae. Inga underarter finns listade i Catalogue of Life.